# Corancez
Corancez ist eine französische Gemeinde mit 361 Einwohnern (Stand: 1. Januar 2022) im Département Eure-et-Loir in der Region Centre-Val de Loire; sie gehört zum Arrondissement Chartres und zum Kanton Chartres-2.

## Geographie
Corancez liegt etwa acht Kilometer südsüdöstlich von Chartres. Umgeben wird Corancez von den Nachbargemeinden Morancez im Norden, Berchères-les-Pierres im Osten, Dammarie im Süden sowie Ver-lès-Chartres im Westen.

## Demographie
| Jahr                       | 1962 | 1968 | 1975 | 1982 | 1990 | 1999 | 2006 | 2013 | 2020 |
| Einwohner                  | 162  | 141  | 167  | 385  | 420  | 458  | 417  | 398  | 356  |
| Quellen: Cassini und INSEE |      |      |      |      |      |      |      |      |      |

## Sehenswürdigkeiten
- Kirche Saint-Laurent
- Schleifstein (Polissoir Pinte) Saint-Martin, seit 1889 Monument historique, mit Dolmen

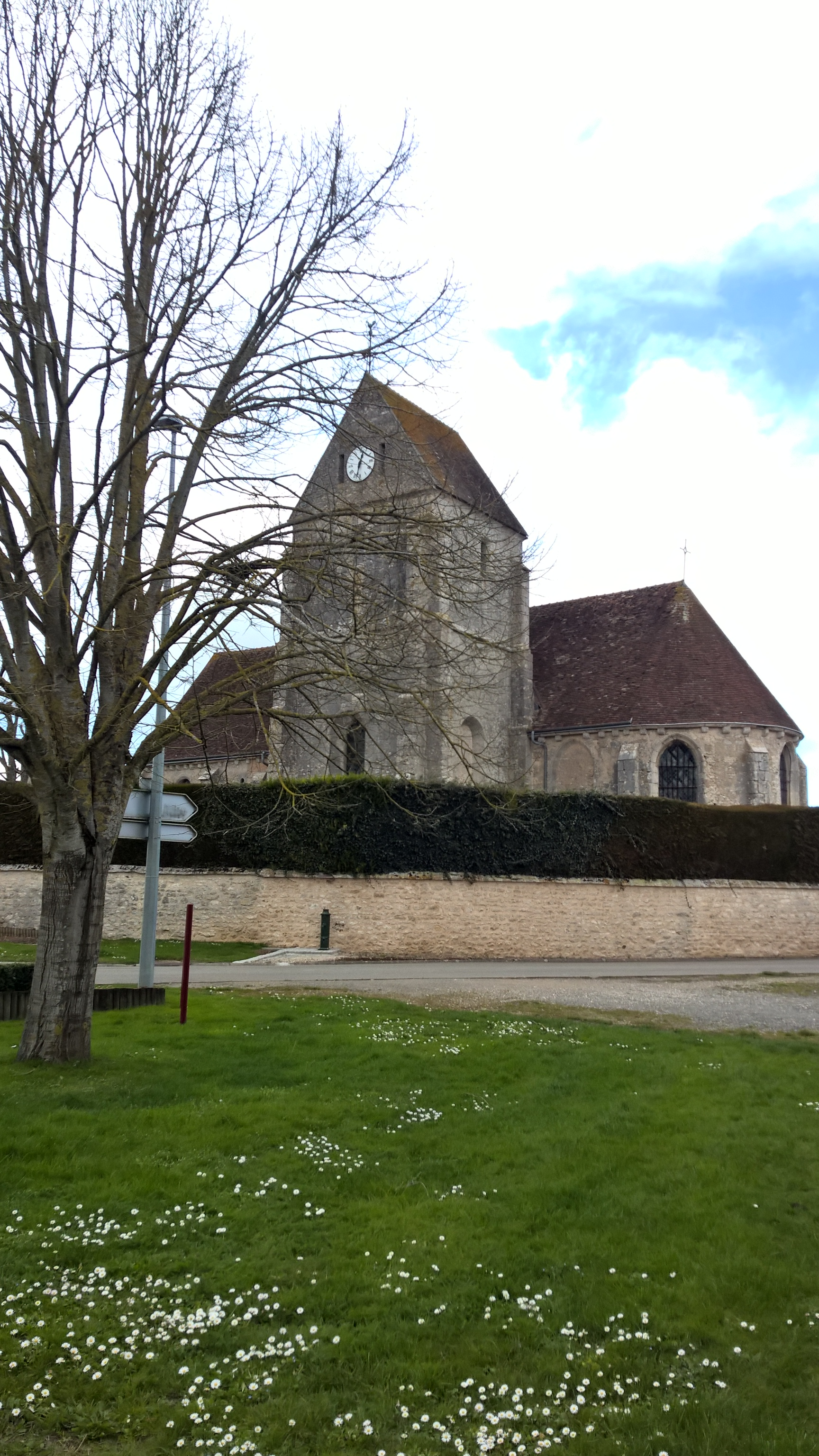
Kirche Saint-Laurent
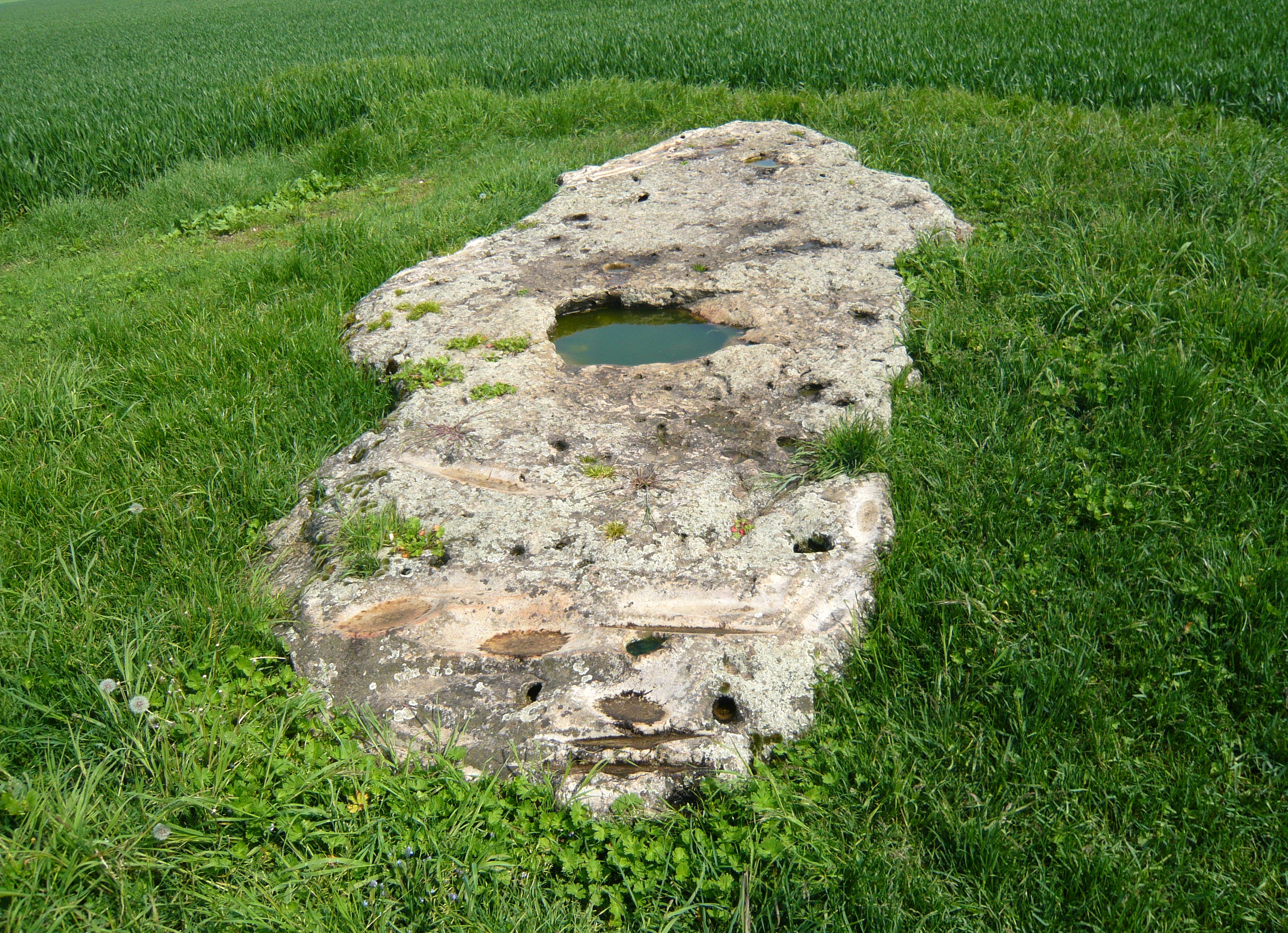
Polissoir Pinte
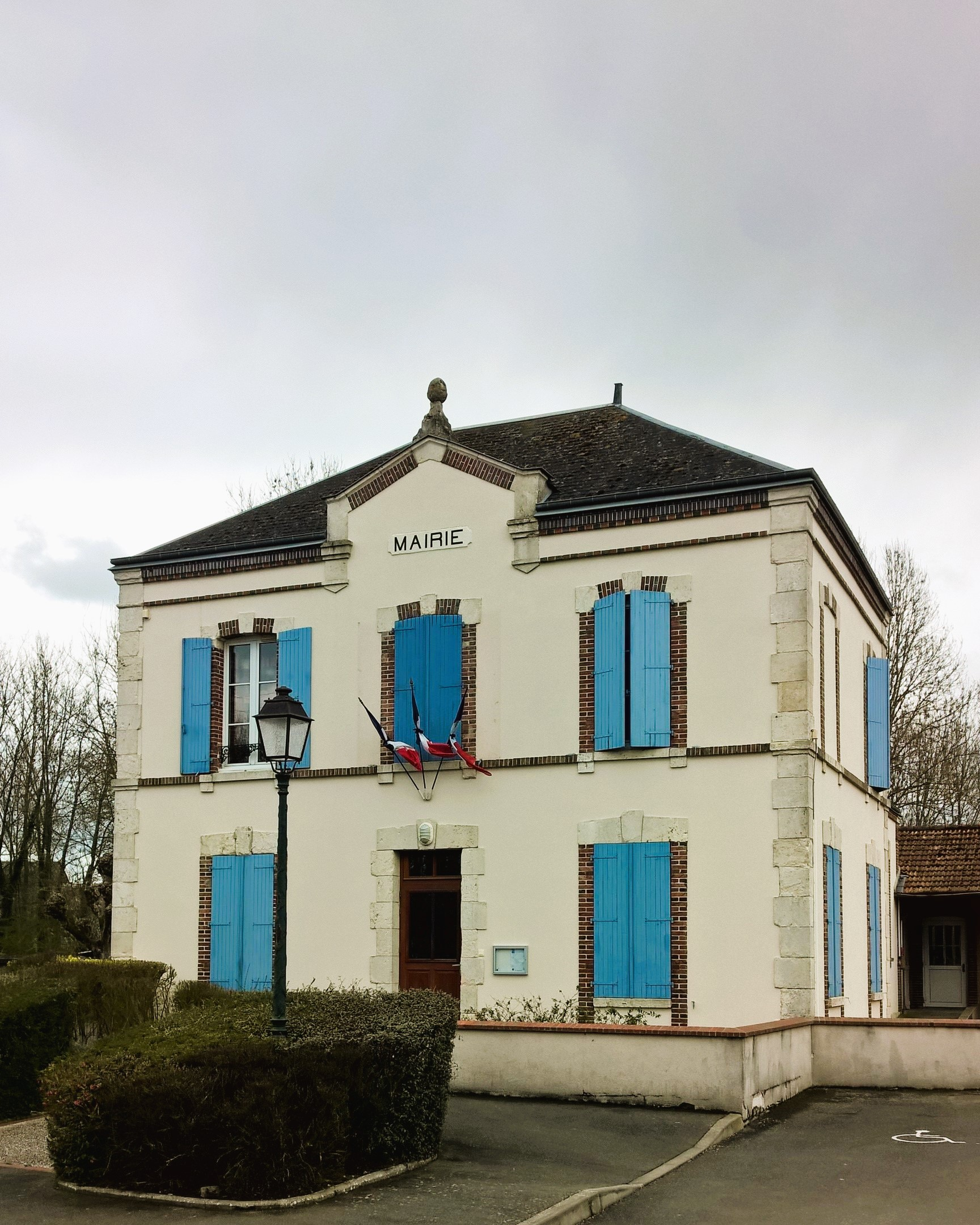
Rathaus Corancez